# Tmesisternus viridescens
Tmesisternus viridescens là một loài bọ cánh cứng trong họ Cerambycidae.